# Canton de Cahors-1
Le canton de Cahors-1 est une circonscription électorale française du département du Lot.

## Histoire
Un nouveau découpage territorial du Lot entre en vigueur à l'occasion des élections départementales de 2015. Il est défini par le décret du 13 février 2014, en application des lois du 17 mai 2013 (loi organique 2013-402 et loi 2013-403). Les conseillers départementaux sont, à compter de ces élections, élus au scrutin majoritaire binominal mixte. Les électeurs de chaque canton élisent au Conseil départemental, nouvelle appellation du Conseil général, deux membres de sexe différent, qui se présentent en binôme de candidats. Les conseillers départementaux sont élus pour 6 ans au scrutin binominal majoritaire à deux tours, l'accès au second tour nécessitant 12,5 % des inscrits au 1er tour. En outre la totalité des conseillers départementaux est renouvelée. Ce nouveau mode de scrutin nécessite un redécoupage des cantons dont le nombre est divisé par deux avec arrondi à l'unité impaire supérieure si ce nombre n'est pas entier impair, assorti de conditions de seuils minimaux. Dans le Lot, le nombre de cantons passe ainsi de 31 à 17.
Le canton de Cahors-1 est formé d'une fraction de Cahors et de communes des anciens cantons de Cahors-Nord-Ouest (2 communes). Il est entièrement inclus dans l'arrondissement de Cahors. Le bureau centralisateur est situé à Cahors.

## Représentation
| Période élective | Période élective | Mandat | Mandat   | Identité     | Nuance | Nuance | Qualité                                           |
| ---------------- | ---------------- | ------ | -------- | ------------ | ------ | ------ | ------------------------------------------------- |
| 2015             | 2021             | 2015   | 2021     | Martine Hilt |        | DVD    | Retraitée de la CAF Adjointe au maire de Pradines |
| 2015             | 2021             | 2015   | 2021     | Denis Marre  |        | DVD    | Retraité Maire de Pradines (depuis 2014)          |
| 2021             | 2028             | 2021   | en cours | Martine Hilt |        | DIV    | Adjointe au maire de Pradines                     |
| 2021             | 2028             | 2021   | en cours | Denis Marre  |        | DIV    | Maire de Pradines                                 |

### Résultats détaillés

#### Élections de mars 2015
À l'issue du 1er tour des élections départementales de 2015, deux binômes sont en ballottage : Martine Hilt et Denis Marre (DVD, 34,38 %) et Leyla Kadri et Serge Munte (PS, 32,48 %). Le taux de participation est de 53,73 % (4 289 votants sur 7 982 inscrits) contre 59,43 % au niveau départemental et 50,17 % au niveau national.
Au second tour, Martine Hilt et Denis Marre (DVD) sont élus avec 55,8 % des suffrages exprimés et un taux de participation de 54,87 % (2 250 voix pour 4 380 votants et 7 982 inscrits).

#### Élections de juin 2021
Le premier tour des élections départementales de 2021 est marqué par un très faible taux de participation (33,26 % au niveau national). Dans le canton de Cahors-1, ce taux de participation est de 37,77 % (3 093 votants sur 8 189 inscrits) contre 43,85 % au niveau départemental. À l'issue de ce premier tour, deux binômes sont en ballottage : Martine Hilt et Denis Marre (Divers, 51,16 %) et Aurore Del Vitto et Abel Rachi (Union à gauche avec des écologistes, 33,44 %).
Le second tour des élections est marqué une nouvelle fois par une abstention massive équivalente au premier tour. Les taux de participation sont de 34,36 % au niveau national, 45,92 % dans le département et 41,56 % dans le canton de Cahors-1. Martine Hilt et Denis Marre (Divers) sont élus avec 55 % des suffrages exprimés (1 728 voix pour 3 403 votants et 8 188 inscrits),,.
Martine Hilt et Denis Marre siègeront dans le groupe "radical et indépendant", présidé par Raphaël Daubet (PRG).
Ils avaient reçu le soutien du Président du conseil départemental, Serge Rigal.

## Composition
| Nom                            | Code Insee | Intercommunalité | Superficie (km2) | Population (dernière pop. légale)               | Densité (hab./km2) | Modifier                                    |
| ------------------------------ | ---------- | ---------------- | ---------------- | ----------------------------------------------- | ------------------ | ------------------------------------------- |
| Cahors (bureau centralisateur) | 46042      | CA Grand Cahors  | 64,72            | Fraction : 7 068 (2022) Commune : 19 902 (2022) | 308                | modifier les données · modifier les données |
| Mercuès                        | 46191      | CA Grand Cahors  | 7,24             | 1 125 (2022)                                    | 155                | modifier les données · modifier les données |
| Pradines                       | 46224      | CA Grand Cahors  | 16,49            | 3 600 (2022)                                    | 218                | modifier les données · modifier les données |
| Canton de Cahors-1             | 4601       |                  |                  | 11 793 (2022)                                   |                    | modifier les données                        |

Le canton de Cahors-1 comprend :
1. deux communes entières,
2. la partie de la commune de Cahors située à l'ouest d'une ligne définie par l'axe des voies et limites suivantes : depuis la limite territoriale de la commune de Trespoux, route de Trespoux, côte de Roquebilière, route de Lacapelle, cours du Lot jusqu'au pont Valentré, rue du Président-Wilson, rue Jean-François-Caviole, rue Emile-Zola, rue René-Villars, place des Consuls, côte des Evêques, jusqu'au giratoire marquant le début de la route de Figeac, cours du Lot, jusqu'à la limite territoriale de la commune de Laroque-des-Arcs.

## Démographie
En 2022, le canton comptait 11 793 habitants, en évolution de +5,04 % par rapport à 2016 (Lot : +1,31 %, France hors Mayotte : +2,11 %).
| 2013   | 2018   | 2022   |
| ------ | ------ | ------ |
| 11 262 | 11 467 | 11 793 |